# Japanski jen
Jen je valuta koja se koristi u Japanu. Široko je rasprostranjena kao rezervna valuta kao i Američki dolar i Euro. Na japanskom se izgovara kao „en“ dok je u hrvatskom pravilan izgovor jen.  ISO 4217 kod za jen je JPY i 392. Latinični simbol za jen je ¥, dok se na japanskom označava pismom kanđi 円.
Jen je kao platežno sredstvo uveden u doba Meiđi vlade. Jen je zamijenio kompleksni monetarni sistem iz perioda Edo vladavine. 1871. je prihvaćeno usvajanje decimalnog sistema računanja jena (1, 圓), šena (1/100, 錢), i rina (1/1000, 厘), s kovanicama koje su bile okrugle poput onih na zapadu. (Šen i rin su izbačeni iz upotrebe 1954. godine) Jen je službeno definiran kao 26.956 g srebra.
U periodu od 25. travnja, 1949. do 1971. godine jen je bio vezan za Američki dolar, kursom 1 dolar = 360 jena. 1971. godine došlo je do kraha Bretton Woods sistema i jen je dobio tržišni kurs.
Originalna oznaka za jen je ista kao i oznaka kineskog juana (圓 pinyin yuan2). U modernom japanskom se upotrebljava oznaka (円). Latinična oznaka za jen je ista kao i oznaka za juan s razlikom što se na oznaci za juan nalazi jedna poprečna crta, a na oznaci za jen dvije. 
U doslovnom prijevodu jen znači „okrugli predmet“, kao i juan na kineskom.
Trenutno su u opticaju sljedeće kovanice i papirni novac: kovanice od 1 jena, 5 jena, 10 jena, 50 jena, 100 jena, 500 jena i papirni novac od 1000 jena, 2000 jena, 5000 jena, 10000 jena. Trenutno je kovanica od 500 jena kovanica s najvećom vrijednošću na svijetu.
- Novčanica od 1000 jena, portret Nacume Sosekija. Nove novčanice jena su ušle u opticaj 1. studenog, 2004.
- Kovanica od 10 jena (zadnja strana) prikazuje Hodnik Feniksa u Biodinu.
- Japanski novčići.

## Vanjske poveznice
- Japanese currency FAQ
- Currency Museum, Bank of Japan